# Luca Kilian
Luca Jannis Kilian (Dortmund, 1º settembre 1999) è un calciatore tedesco, difensore del Colonia.

## Caratteristiche tecniche
È un difensore centrale.È un classico difensore.Viene definito come uno dei maggiori prospetti del calcio moderno.

## Carriera

### Club
Cresciuto nel settore giovanile del Borussia Dortmund, ha esordito con la seconda squadra del club giallonero il 28 luglio 2018 disputando l'incontro di Regionalliga vinto 2-1 contro il Bonner.
Il 24 maggio 2019 viene ceduto a titolo definitivo al Paderborn.
La sera del 13 marzo 2020 diventa il primo calciatore tedesco a risultare positivo al tampone della COVID-19.
A seguito della retrocessione del Paderborn, il 10 agosto 2020 viene ceduto al Magonza.

### Nazionale
Ha giocato nelle nazionali giovanili tedesche Under-18, Under-19, Under-20 ed Under-21.

## Statistiche

### Presenze e reti nei club
Statistiche aggiornate al 7 dicembre 2024.
| Stagione        | Squadra              | Campionato      | Campionato | Campionato | Coppe nazionali | Coppe nazionali | Coppe nazionali | Coppe continentali | Coppe continentali | Coppe continentali | Altre coppe | Altre coppe | Altre coppe | Totale | Totale | Totale |
| Stagione        | Squadra              | Comp            | Pres       | Reti       | Comp            | Pres            | Reti            | Comp               | Pres               | Reti               | Comp        | Pres        | Reti        | Pres   | Reti   |        |
| --------------- | -------------------- | --------------- | ---------- | ---------- | --------------- | --------------- | --------------- | ------------------ | ------------------ | ------------------ | ----------- | ----------- | ----------- | ------ | ------ | ------ |
| 2018-2019       | Borussia Dortmund II | RL              | 28         | 4          | -               | -               | -               | -                  | -                  | -                  | -           | -           | -           | 28     | 4      |        |
| 2019-2020       | Paderborn            | BL              | 15         | 0          | CG              | 1               | 0               | -                  | -                  | -                  | -           | -           | -           | 16     | 0      |        |
| 2020-2021       | Magonza II           | RL              | 7          | 0          | -               | -               | -               | -                  | -                  | -                  | -           | -           | -           | 7      | 0      |        |
| 2020-2021       | Magonza              | BL              | 6          | 0          | CG              | 1               | 0               | -                  | -                  | -                  | -           | -           | -           | 7      | 0      |        |
| ago. 2021       | Magonza              | BL              | 1          | 0          | CG              | -               | -               | -                  | -                  | -                  | -           | -           | -           | 1      | 0      |        |
| Totale Magonza  | Totale Magonza       | Totale Magonza  | 7          | 0          |                 | 1               | 0               |                    | -                  | -                  |             | -           | -           | 8      | 0      |        |
| 2021-2022       | Colonia              | BL              | 30         | 1          | CG              | 1               | 0               | -                  | -                  | -                  | -           | -           | -           | 31     | 1      |        |
| 2022-2023       | Colonia              | BL              | 16         | 1          | CG              | 0               | 0               | UECL               | 6                  | 0                  | -           | -           | -           | 22     | 1      |        |
| 2023-2024       | Colonia              | BL              | 13         | 0          | CG              | 1               | 0               | -                  | -                  | -                  | -           | -           | -           | 14     | 0      |        |
| Totale Colonia  | Totale Colonia       | Totale Colonia  | 59         | 2          |                 | 2               | 0               |                    | 6                  | 0                  |             | -           | -           | 67     | 2      |        |
| 2024-2025       | Colonia II           | RL              | 2          | 0          | -               | -               | -               | -                  | -                  | -                  | -           | -           | -           | 2      | 0      |        |
| Totale carriera | Totale carriera      | Totale carriera | 118        | 6          |                 | 4               | 0               |                    | 6                  | 0                  |             | -           | -           | 128    | 6      |        |

## Palmarès

### Club

#### Competizioni nazionali
- Campionato tedesco di seconda divisione: 1

Colonia: 2024-2025